# Lesław Lech
Lesław Lech (ur. 19 lipca 1947 w Książnicach) – polski polityk, przedsiębiorca, poseł na Sejm X kadencji. Były wiceprzewodniczący i sekretarz generalny Stronnictwa Demokratycznego, współzałożyciel i przewodniczący Zjednoczenia Demokratycznego.

## Życiorys
Ukończył Liceum Ogólnokształcące w Gdowie. W 1970 został absolwentem Wydziału Historii na Uniwersytecie Wrocławskim. Studiował również podyplomowo organizację i zarządzanie w jednostkami gospodarczymi w Akademii Ekonomicznej we Wrocławiu. Pracował jako nauczyciel historii, m.in. w IX Liceum Ogólnokształcącym we Wrocławiu. Od 1970 był działaczem Stronnictwa Demokratycznego. Z ramienia SD sprawował przez dwie kadencje funkcję wiceprzewodniczącego Wojewódzkiej Rady Narodowej we Wrocławiu (1984–1990). Był również wiceprzewodniczącym Wojewódzkiego Komitetu SD.
W wyborach w 1989 uzyskał mandat posła na Sejm X kadencji w okręgu Wrocław-Krzyki – w II turze wygrał z Henrykiem Swinarskim. Pracował w Komisji Spraw Zagranicznych i w Komisji Mniejszości Narodowych i Etnicznych, był także przewodniczącym Klubu Poselskiego SD (1990–1991). W wyborach w 1991 bez powodzenia ubiegał się o reelekcję w okręgu wrocławskim z listy SD. W 1993 kandydował na senatora w województwie wrocławskim, a w 2001 ponownie na posła w okręgu wrocławskim z listy SLD-UP. W 2001 był jednym ze zwolenników podjęcia przez SD wyborczej współpracy z SLD i UP.
Po odejściu ze stanowiska prezesa Rafała Szymańskiego pełnił w latach 1993–2002 obowiązki wiceprzewodniczącego partii, następnie zasiadał w Radzie Naczelnej SD. Przez cały okres III RP przewodniczył Dolnośląskiej Radzie Regionalnej (DRR). Redagował również ukazujący się w latach 1992–2004 „Biuletyn Stronnictwa Demokratycznego”. W 2009 został jednym z liderów wewnątrzpartyjnej opozycji wobec przywództwa Pawła Piskorskiego. Ostatecznie w 2011 sąd uznał racje wybranego w 2009 przewodniczącego, zaś Lesław Lech z grupą innych działaczy założył stowarzyszenie Zjednoczenie Demokratyczne, którego został przewodniczącym. W wyborach parlamentarnych w 2011 znalazł się na liście kandydatów Polskiego Stronnictwa Ludowego do Sejmu w okręgu wrocławskim (jako bezpartyjny).
Prowadzi własną działalność gospodarczą na Dolnym Śląsku. W latach 1991–1996 był przewodniczącym Wojewódzkiego Komitetu Narodowego Funduszu Ochrony Zdrowia.
Odznaczony Srebrnym (1984) i Brązowym (1979) Krzyżem Zasługi, Medalem 40-lecia Polski Ludowej oraz Srebrnym i Brązowym Medalem im. Jana Kilińskiego.